# Gare de Manchester Piccadilly
La gare de Manchester Piccadilly est une gare ferroviaire du Royaume-Uni, située au centre de la ville de Manchester, en Angleterre. Elle dessert notamment l'aéroport de Manchester, Londres, Birmingham, le sud du pays de Galles, la côte sud de l'Angleterre, Édimbourg et Glasgow en Écosse et diverses stati gare britanniques gérées par Network Rail. C'est la plus grande et la plus fréquentée des cinq gares centrales de Manchester, les autres étant Manchester Victoria, Salford Central, Deansgate et Manchester Oxford Road.
C'est la quatrième gare la plus fréquentée du Royaume-Uni en dehors de Londres, derrière les gares de Birmingham, Glasgow et Leeds,. Plus de 28,5 millions d'usagers utilisent la gare chaque année selon Network Rail.

## Projets
En 2009, la Greater Manchester Integrated Transport Authority a préconisé la réouverture de la station voisine abandonnée de Mayfield pour atténuer les problèmes de capacité, mais la proposition n'a pas été avancée; les plans axés sur l'augmentation de la capacité des voies sur le tracé interurbain entre les stations de Piccadilly et d'Oxford Road ont été poursuivis. 

### Northern Hub
Au début des années 2010, Network Rail a fait la promotion de ses plans Northern Hub , dont le coût estimatif dépassait 560 millions de livres sterling pour améliorer le réseau ferroviaire fortement congestionné à l'approche de Manchester.  Une paire de plates-formes traversantes serait construite à Piccadilly et à la station liée à Manchester Victoria via la corde d'Ordsall , coupant les temps de trajet sur les routes Trans-Pennine.  La construction de l'Accord d'Ordsall a permis aux trains de l'aéroport de voyager via les plates-formes 13 et 14 et Oxford Road à Manchester Victoria et Leeds et via la Calder Valley Line à Bradford Interchange . 
La phase 2 vise à réduire la congestion sur les plates-formes 13 et 14 en construisant une plate-forme insulaire surélevée parallèle et en permettant de réduire le temps minimum entre les trains de quatre à trois minutes, améliorant ainsi la fiabilité. Il permettra à quatre trains de plus par heure d'être programmés à Oxford Road, y compris un deuxième fret à Trafford Park.  L'approbation des plates-formes, à un coût estimé de 200 millions de livres sterling, a été annoncée en juillet 2012. 
Les propositions simplifieraient l'exploitation des trains à Piccadilly, créant des associations étroites entre les paires de lignes menant à la sortie de la gare et des quais particuliers tout en ne nécessitant que quelques mouvements de franchissement. Les plates-formes 1 à 4 seraient principalement utilisées pour les services sur les lignes «est», à destination et en provenance de Marple, Glossop et Huddersfield; les plates-formes 5 à 12 seraient destinées aux services sur les lignes «rapides» à destination et en provenance de Crewe et Stoke; les plates-formes 13 à 16 seraient dédiées aux services sur les lignes «lentes» actuelles, à destination et en provenance de l'aéroport de Manchester et de Hazel Grove. 
En juillet 2013, Network Rail a consulté sur trois options pour les plates-formes supplémentaires à Piccadilly, qui auraient toutes une incidence sur les routes locales et la maison publique Star and Garter, classée Grade II. 
La construction devait initialement commencer en 2016, mais le projet a maintenant été retardé indéfiniment. 

### High Speed 2
Pour accueillir High Speed 2 (HS2), une extension nécessiterait quatre plates-formes et un tunnel de 7,5 miles (12,1 km) sous le sud de Manchester pour rejoindre la West Coast Main Line à Ardwick . Les temps de trajet vers l'aéroport de Manchester seraient réduits à 9 minutes à partir de 18, Birmingham à 41 minutes à partir de 86 minutes et Londres à 68 minutes à partir de 128. Les mises à niveau de la gare pourraient inclure des services Metrolink améliorés, un accès routier amélioré et un parking. La ligne devrait être achevée d'ici 2032. 
Un réaménagement majeur de la gare et des abords a été proposé pour compléter les propositions HS2 impliquant la construction d'un auvent sur les quais HS2, la création d'une nouvelle entrée et le développement de bureaux, de commerces et de logements. Les conceptions indiquent que la gare abandonnée de Mayfield et l'immeuble de bureaux Gateway House seront démolis.  Les plans ont été approuvés par le gouvernement en novembre 2016. 

### High Speed 3
Haute vitesse 3les propositions comprennent la construction de nouvelles plates-formes sous la station Piccadilly et les plates-formes HS2 proposées. L'évaluation des options de Manchester Piccadilly de 2016 par la Commission nationale des infrastructures a déclaré: "L'ajout de Northern Powerhouse Rail and Station au système de Manchester Piccadilly sera la dernière étape du processus de transformation de la gare en [sic] un super hub de transport. La station NPR et sa construction devront être prises en compte tout au long de la conception et de la mise en œuvre des autres améliorations de la station, qui forment le concept de la station mais qui sont livrées plus tôt. La station NPR devrait rester souterraine sur son chemin vers l'est lorsqu'elle passe par Manchester. Cela offre des opportunités et offre des alternatives de localisation et d'orientation. Le fait de rester sous la station Piccadilly existante ou de positionner NPR sous le boîtier de la station HS2 maximisera les échanges et les distances de déplacement. L'orientation dictera également le nombre de noyaux de connexion verticaux également appelés «tambours» et leurs emplacements. Les tambours auront la fonction de connecter tous les niveaux de transport à l'un et à l'autre [sic] aux points de jonction critiques. "
En octobre 2017, selon un rapport à l'exécutif du conseil municipal de Manchester sur les différentes propositions soumises, le développement d'une station de métro a été choisi comme l'option privilégiée pour accueillir les services HS3 envisagés, qui supposeraient impliquer la gestion de jusqu'à huit trains par heure, ainsi que des services de correspondance avec le HS2 en développement. L'importance d'intégrer directement cette installation souterraine à la station Piccadilly existante a également été soulignée; cependant, le rapport constate que le financement nécessaire pour le programme fait toujours défaut. 